# Красњенски рејон
Красњенски рејон (рус. Краснинский район) административно-територијална је јединица другог нивоа и општински рејон на западу Смоленске области, у европском делу Руске Федерације.
Административни центар рејона је варошица Красниј. Према проценама националне статистичке службе, на подручју рејона је 2014. живело 12.374 становника.

## Географија
Красњенски рејон обухвата територију површине 1.507,7 км² и на 18. је месту по површини међу рејонима Смоленске области. Граничи се са Рудњанским рејоном на северу, са Смоленским на истоку, и са Монастиршчинским рејоном на југу. На западу се граничи са Републиком Белорусијом, односно са рејонима Витепске (Дубровенски) и Могиљовске области (Горкијски).
Рејон се налази на подручју Смоленског побрђа, у микроцелини Смоленско-Красњенско побрђе. Северним делом рејона протиче река Дњепар, а његова притока Мереја је једним делом међународна граница са Белорусијом.
Око трећине територије рејона је под шумама.

## Историја
Претеча садашњег Красњенског рејона био је Красњенски округ Руске Империје основан 1775. године. Округ је првотно био распуштен 1796, да би поново био основан 1802. године. Садашњи рејон основан је 1929. и у његов састав ушле су територије некадашњег Красњенског и део територије Оршанског округа Смоленске губерније. Рејон је у једном кратком периоду 1963—1965. био делом Смоленског рејона.

## Демографија и административна подела
Према подацима пописа становништва из 2010. на територији рејона је живело укупно 12.895 становника, а од тог броја у граду Красноме је живело око 35% популације. Према процени из 2014. у рејону је живело 12.374 становника, или у просеку 9,67 ст/км².
| 1959. | 1970. | 1989.  | 2002.  | 2010.  | 2014.   |
| ----- | ----- | ------ | ------ | ------ | ------- |
| ---   | ---   | 18.758 | 15.537 | 12.895 | 12.374* |

Напомена: према процени националне статистичке службе.
Административно, рејон је подељен на подручје варошице Красниј (чија територија уједно има статус градске општине), а који је уједно и административни центар рејона и на још 12 сеоских општина.

## Привреда и саобраћај
Привреда рејона почива углавном на пољопривредној производњи, а посебно се истичу месно и млечно сточарство, те узгајање кромпира и лана. Основа индустријске производње базирана је на прехрамбеној индустрији која се углавном бави прерадом домаћих сировина.
Преко територије рејона прелази међународни аутопут „М1 Беларус“ који повезује Москву са Брестом у Белорусији и даље Варшавом у Пољској. Паралелно са аутопутем пролази и железница на истој релацији. Красниј је повезан магистралним друмом са Смоленском.